# 峇里島 (李英宏歌曲)
《峇里島》是一首華語流行音樂歌曲，由台灣男歌手李英宏演唱，為台灣電影《誰先愛上他的》電影主題曲，並獲得金馬獎最佳原創電影歌曲。

## 獎項
- 第55屆金馬獎 — 最佳原創電影歌曲